# 蒂勒瑟市镇

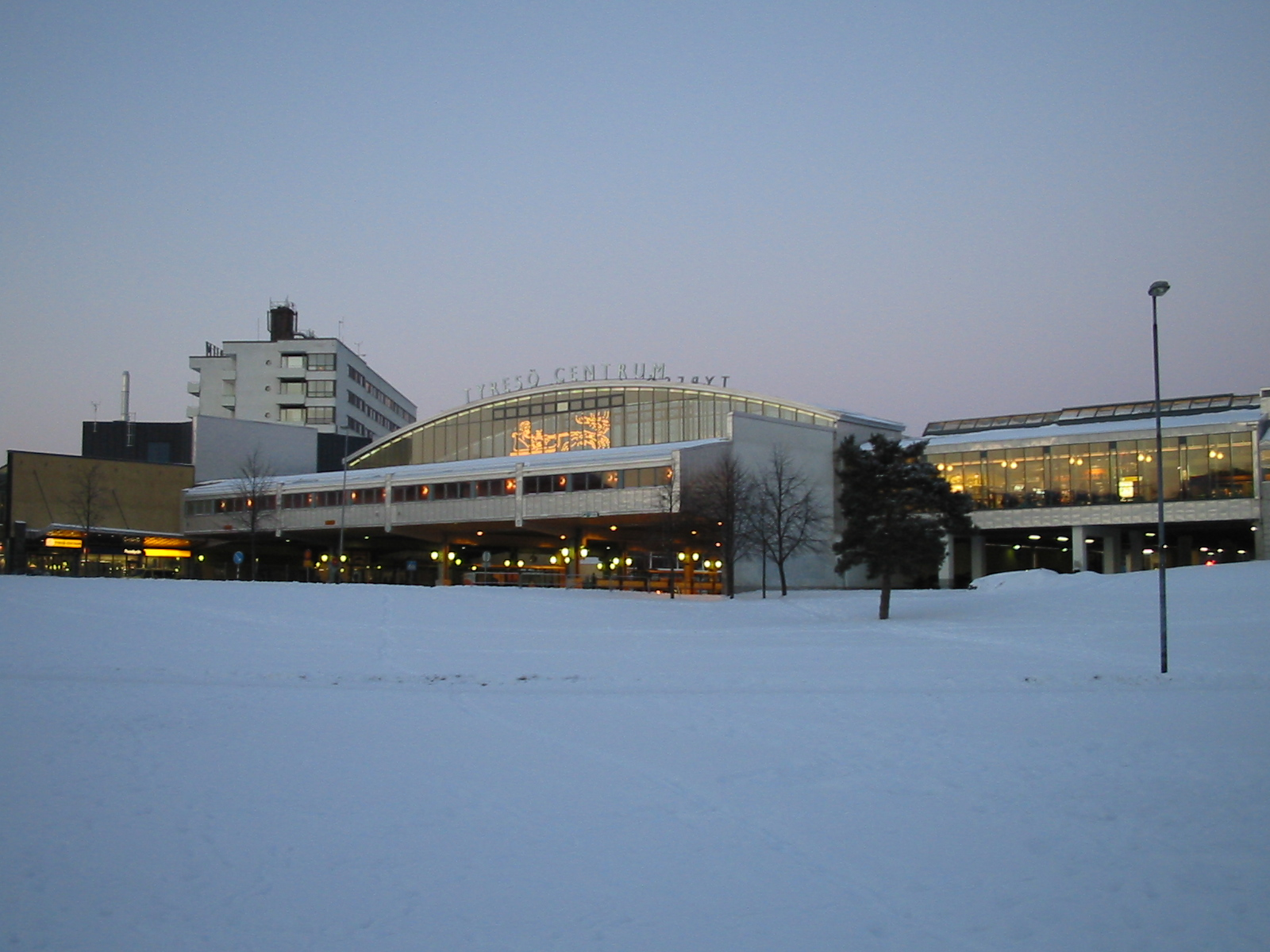
博尔穆拉的蒂勒瑟购物中心

蒂勒瑟市镇（瑞典語：Tyresö kommun）是瑞典中东部斯德哥尔摩省的一个市镇，位于波罗的海沿岸。其治所位于博尔穆拉。
蒂勒瑟市镇的大部分地区都处于斯德哥尔摩城区以内。

## 友好城市
- 法國 萨维尼勒唐普勒